# Gobert
Die Gobert (auch Gobe oder Goburg genannt) ist ein bis 569 m ü. NHN hoher, felsiger und bewaldeter Muschelkalk-Höhenzug des Naturraums „Thüringer Becken (mit Randplatten)“ im Werra-Meißner-Kreis und Landkreis Eichsfeld im Grenzbereich von Hessen und Thüringen in Deutschland.
Im hessischen Teil der Gobert liegt die Hessische Schweiz bei Meinhard, eines der größten Bergsturzgebiete Deutschlands, und in ihrem thüringischen Gebiet der 858 km² große Naturpark Eichsfeld-Hainich-Werratal.

## Geographische Lage
Die Gobert liegt an der Ostgrenze des hessischen Werra-Meißner-Kreises zum thüringischen Landkreis Eichsfeld. Sie liegt nördlich von Eschwege und östlich von Bad Sooden-Allendorf. Während die beiden genannten hessischen Städte nur jeweils um drei Kilometer vom Rand des Kern-Höhenzugs entfernt liegen, der in Teilen auf dem Gebiet der zweitgenannten Stadt liegt, befindet sich die nächste vergleichbar große thüringische Stadt mit Heiligenstadt in etwa zehn Kilometern nordöstlicher Entfernung.

### Die orographische Gobert
Orographisch wird das Gebiet der Gobert durch die Täler der folgenden Flüsse begrenzt (im Uhrzeigersinn aufgelistet):
- im Osten durch die Rode von der Quelle bei Schwobfeld über Rüstungen, Wiesenfeld und Sickerode bis zur Mündung bei Geismar
- im Südosten durch den Unterlauf der Frieda von Geismar bis zur Mündung in Frieda
- im Süden durch die Werra in verschiedenen Ortsteilen Meinhards und Eschweges
- im Westen durch die Werra über Bad Sooden-Allendorf bis Wahlhausen
- im Nordwesten und Norden durch die Walse von Wahlhausen flussaufwärts über Dietzenrode-Vatterode und Mackenrode bis Dieterode

### Die Gobert im engeren Sinne
Die eigentliche Gobert stellt den durchgehend bewaldeten Muschelkalk-Höhenzug im Zentrum der orographischen Gobert dar, der, besonders im Westen, in einer scharfen Schichtstufe zum Buntsandstein der Umgebung abfällt. Dieses Plateau ist um die Täler abfließender Bäche bzw. um dortige Orte herum eingeschnitten.
Die folgenden Dörfer und Bäche berühren unmittelbar die Gobert (im Uhrzeigersinn gelistet):
- Schwobfeld am Oberlauf der Rode im Nordosten
- Wüstung Hessel am Hesselbach westlich Wiesenfelds im Osten (eingeschnitten)
- Volkerode am Hühnerbach im Osten (eingeschnitten)
- Pfaffschwende im südlichen Osten
- Kella am Kellaer Bach im Südosten (eingeschnitten)
- Neuerode und der Schambach im westlichen Süden
- Hitzelrode (eingeschnitten) und Motzenrode am Mühlbach (Motzbach) im Südwesten
- der Hainbach (unbesiedelt) im Westen (eingeschnitten)
- Asbach an der Alten Hainsbach im nördlicheren Westen (eingeschnitten)
- Sickenberg im Nordwesten
- Dietzenrode und Vatterode an der Walse im Nordwesten
- Weidenbach im Nordosten

Auf Karten wird meistens nur der südliche und zentrale Teil südlich Asbachs als Gobert bzw. Goburg beschriftet.

## Naturräumliche Gliederung
Nach der Einteilung des Handbuchs der naturräumlichen Gliederung Deutschlands (6. Lieferung 1959) nebst Blatt Kassel (1969) wird der Kernhöhenzug der Gobert zur Einheit Oberes Eichsfeld und damit zu den Randplatten des Thüringer Beckens gezählt, während seine Abdachungen nach Osten, Süden und Westen dem Unteren Werrabergland und damit dem Osthessischen Bergland zugerechnet werden.
Insgesamt werden die verschiedenen Teile der orographischen Gobert wie folgt zugeordnet:
- (zu 47/48 Thüringer Becken (mit Randplatten))
  - (zu 483 Ringgau–Hainich–Obereichsfeld–Dün–Hainleite)
    - 483.1 Allendorfer Wald
      - 483.10 Gobert (Goburg)
      - 483.11 Weidenbach-Mackenröder Senke (Grenztal der Walse im Norden mit Randbergen)
- (zu 35 Osthessisches Bergland)
  - (zu 358 Unteres Werrabergland)
    - (zu 358.2 Eschweger Becken)
      - 358.20 Schwebda-Jestädter Werraaue (Grenztal im Süden)

    - (zu 358.3 Sooden-Allendorfer Werratal)
      - 358.30 Albunger Werratal (Grenztal im südlichen Westen)
      - 358.31 Allendorfer Weitung (Grenztal im nördlichen Westen)

    - 358.5 Rosoppe-Frieda-Bucht
      - 358.50 Rosoppe-Frieda-Hügelland (nur im Westteil in der orographischen Gobert; Ost-Abflachung und Südost-Abdachung)
      - 358.52 Südliches Gobertvorland (Südwest-Abdachung)

    - 358.6 Höheberg (nur minimal in der orographischen Gobert: Grenztal der Walse im Nordwesten)
    - 358.7 Fretteröder Keupersenke (nur minimal in der orographischen Gobert; setzt 483.11 nach Nordwesten fort)

Die Zuordnung der Landschaftsteile zu zwei verschiedenen Haupteinheiten (dreistellig) und sogar Haupteinheitengruppen (zweistellig) ist jedoch nicht ganz unumstritten, da das Muschelkalk-Plateau der Gobert und seine Abdachung im Buntsandstein eine in sich geschlossene Schichtstufenlandschaft bilden, die nach Norden durch die Eichenberg–Gotha–Saalfelder Störungszone auch in geologischer Hinsicht vom Hauptkamm des Oberen Eichsfeldes separiert wird. Überdies wird die Kammlinie der nördlichen Gobert (am Rachelsberg 523 m) nach Nordwesten durch den Buntsandstein des Höhebergs (an der Junkerkuppe 510,7 m) fortgesetzt, der ebenfalls dem Unteren Werrabergland zugerechnet wird. So tendiert das BfN inzwischen dahin, das komplette Gebiet der Gobert zum Unteren Werrabergland zu zählen.
Die Thüringer Landesanstalt für Umwelt und Geologie (TLUG) ordnet in ihrem nur landesweit bestehenden, weniger detaillierten naturräumlichen System das komplette Gebiet der (thüringischen) Gobert – wie auch das der sich nordwestlich (Höheberg) und südöstlich (u. a. Wanfrieder Werrahöhen) anschließenden Höhenzüge – der Einheit Werrabergland–Hörselberge zu, während in der sich östlich anschließenden Einheit Hainich–Dün–Hainleite nur der östliche Hauptkamm des Obereichsfeldes liegt.

## Geologie, Geomorphologie
Die Gobert ist ein südwestlicher, hessisch-thüringischer Muschelkalkausläufer des thüringischen Eichsfelds. Der oberflächennahe geologische Untergrund wird von gebankten Kalken und mergeligen Zwischenlagen des Unteren Muschelkalkes (sogenannter Wellenkalk) gebildet. Zum Werratal hin bricht der Wellenkalk als Schichtstufe steil ab. Die Hangfußbereiche werden von den Mergeln, Tonen und Gipsen des Oberen Buntsandsteins gebildet. Die wegen ihrer starken Klüftung wasserdurchlässigen Kalkbänke über den tonig-mergeligen und damit wasserstauenden Schichten des Oberen Buntsandsteins haben zu besonderen Lagerungsverhältnissen geführt. Sie haben die für das an die thüringische Grenze stoßende und alpin wirkende Bergsturzgebiet „Hessische Schweiz bei Meinhard“ typischen Bergstürze, Felsabbrüche und Hangrutschungen bewirkt. Durch die Ausräumung des leichter erodierbaren Oberen Buntsandsteins wurden entlang der Wellenkalkstufe ganze Schichtpakete verkippt. Schollenabbrüche führten dazu, dass die Unterhänge von Kalkschutt überlagert wurden. An den Abbruchkanten entstanden zum Teil mehrere Meter tiefe Spalten und Klufthöhlen.

## Schutzgebiete
Innerhalb der Gobert existieren verschiedenartige Schutzgebiete mit artenreicher Flora und Fauna in den plateauartigen Hochlagen:
Die „Hessische Schweiz“ ist zwischen den Hitzelrode einrahmenden felsigen Bergen als 1989 gegründetes und 2,44 km² großes Naturschutzgebiet (CDDA-Nr. 163985) ausgewiesen. Ebenfalls im hessischen Bereich befindet sich das seit 1995 bestehende und 0,47 km² große Naturschutzgebiet „Kalkklippen südlich des Iberges“ (CDDA-Nr. 163985).
Im hessischen Gobert-Bereich erstreckt sich ein kleiner Teil des Fauna-Flora-Habitat-Gebiets „Werra- und Wehretal“ (FFH-Nr. 4825-302), das sich auf 241,7 km² Fläche weit über die Landschaftsgrenzen hinaus entlang beider Flusstäler erstreckt. Außerdem gibt es dort das 2,92 km² große FFH-Gebiet „Kalkklippen der Gobert“ (FFH-Nr. 4726-350). Auf thüringischer Seite liegt das 7,16 km² große FFH-Gebiet „Stein-Rachelsberg-Gobert“ (FFH-Nr. 4726-320).
In der Gobert gibt es auch die Vogelschutzgebiete „Felsklippen im Werra-Meißner-Kreis“ (VSG-Nr. 4726-401), das zu Hessen gehört und 4,64 km² Fläche aufweist, und „Werrabergland südwestlich Uder“ (VSG-Nr. 4626-420), das zu Thüringen zählt und 84,33 km² groß ist.
Entlang dem Westrand der Gobert erstreckt sich in ihrem hessischen Bereich ein kleiner Teil des 1992 gegründeten und 38,41 km² großen Landschaftsschutzgebiets „Auenverbund Werra“ (CDDA-Nr. 378407). Im thüringischen Teil liegt seit 1940 das 0,36 km² große LSG-Gebiet „Pfaffschwender Kuppe“ (CDDA-Nr. 323664).

## Geschichte
Dass die Gobert schon in vorgeschichtlicher Zeit besiedelt war, ist in der Gemarkung Motzenrode im Bereich „Hohestein“ an einer Wallanlage zu erkennen, die als Brandwall wegen seiner teils roten Farbe bekannt ist. Auch die unterhalb bzw. nördlich des Hohesteins befindliche Wüstung Emmicherode (auch „Ammicherode“ genannt) aus dem 10. Jahrhundert n. Chr. zeugt von menschlicher Niederlassung. Letzter Überrest der Wüstung ist die aus dem 12. Jahrhundert stammende „Oberste Kirche“ (ca. 280 m) mit ihrem Altarstein.
Zu den Relikten menschlichen Schaffens in der Gobert gehören die Felsklamm „Pferdeloch“, die vermutliche Ruhestätte „Salzfrau“ und die tischförmige Muschelkalkplatte „Wolfstisch“ (siehe hierzu auch im Abschnitt Bergwelt, Aussichtspunkte).
Zeugnis früher Besiedelung ist auch die in den Nordausläufern der Gobert östlich von Asbach (Gemeindeteil von Asbach-Sickenberg, Thüringen) befindliche Burgruine Altenstein (350 m, erste Erwähnung 1264 n. Chr.).
Mancherorts befinden sich auf der Gobert alte hessisch/thüringische Grenzsteine aus der Zeit nach 1815; sie tragen beispielsweise die Bezeichnungen „KP“ (Königreich Preußen) und „KH“ (Kurhessen).
Ab 1891 wurde das südöstlich von Bad Sooden Allendorf (Hessen) stehende Schloss Rothestein erbaut. In kleinen auf der Gobert verteilten Steinbrüchen wurde früher Kalkstein abgebaut, um daraus vor Ort Brandkalk als Baumaterial herzustellen, wovon östlich von Hitzelrode bzw. südlich von Volkerode noch ein aufgelassener Kalkofen als von der Natur zurückerobertes Industriedenkmal zeugt.
In der Zeit nach dem Zweiten Weltkrieg verlief der Abschnitt Asbach–Kella der Innerdeutschen Grenze – der Eiserne Vorhang – über die Gobert. Während die hessischen Gebiete der Gobert der Amerikanischen Besatzungszone (ABZ) bzw. am 23. Mai 1949 der Bundesrepublik Deutschland zufielen, wurden ihre thüringischen Bereiche zu einem Teil der sowjetischen Besatzungszone (SBZ) bzw. am 7. Oktober 1949 zu einem solchen der Deutschen Demokratischen Republik (DDR). Im Bereich vom Berg Goburg, von Uhlenkopf und „Schöner Aussicht“ (s. n.) verlief die Grenze direkt an der felsigen Abbruchkante entlang.
Früher wurde in der Gobert Holzwirtschaft durch ein zum Forsthaus Goburg, dem vormaligen Gutshof „Goburg“, gehörendes Sägewerk betrieben. Das Forsthaus stand am Osthang des Bergs Goburg bzw. westlich von Volkerode an der kurvigen Forststraße, die Volkerode mit Hitzelrode verband. An dieser Straße befand sich rund einen Kilometer vom Forsthaus in Richtung Hitzelrode entfernt im Wald das Sägewerk.

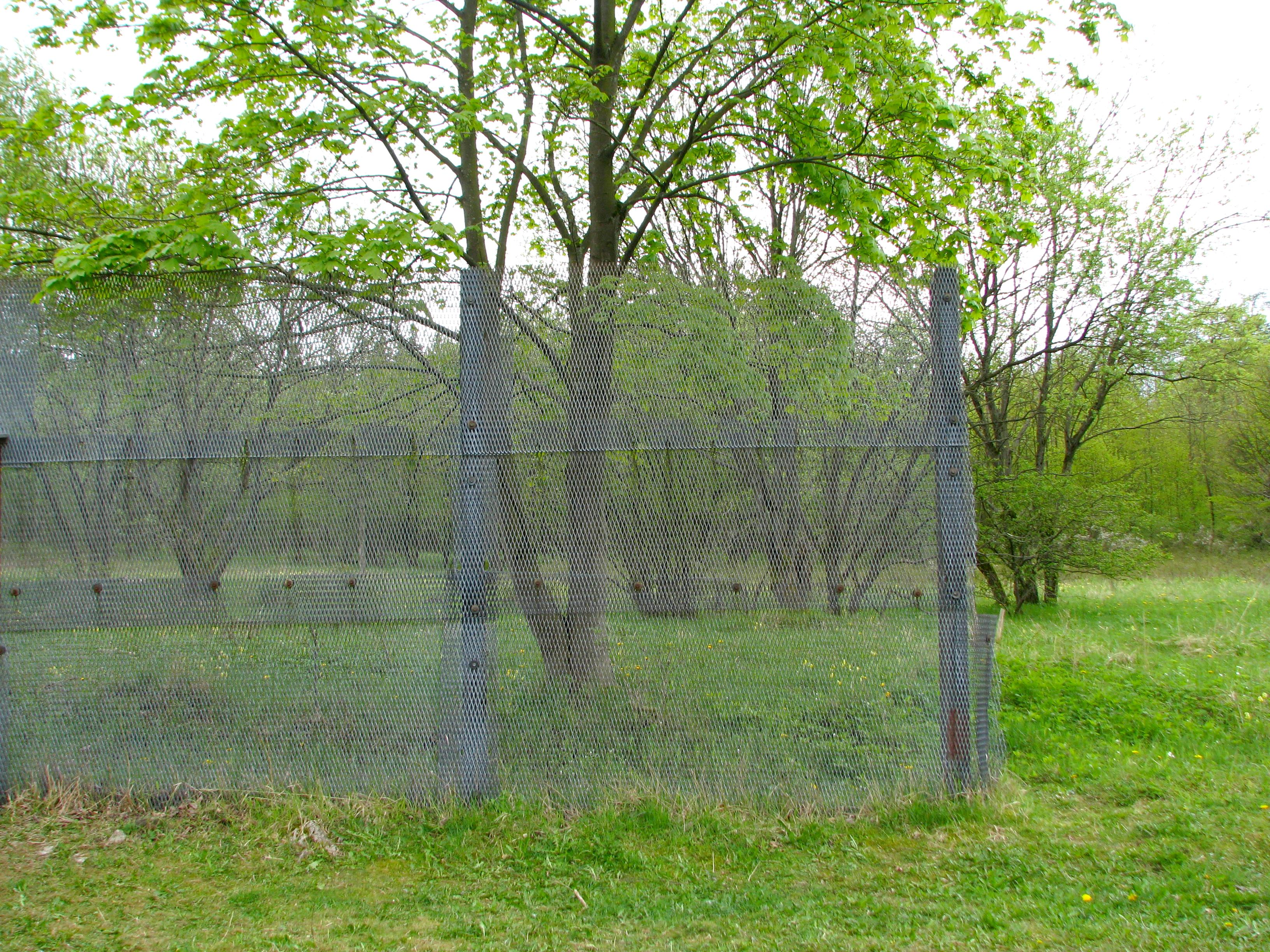
Denkmal: Abschnitt der ehemaligen Innerdeutschen Grenze auf der Gobert

Im Rahmen von Sicherungsmaßnahmen entlang der innerdeutschen Grenze wurden Forsthaus und Sägewerk 1961/1962 abgerissen. Vom Forsthaus (bzw. Gutshof) sind teils überwucherte Reste von Grundmauern, Stallungen und Zisterne erhalten, vom Sägewerk sind nur noch Grundmauern direkt auf der Landesgrenze vorhanden. Mancherorts ist noch die alte Straßenbefestigung auszumachen.
Nach dem Zusammenbruch der innerdeutschen Grenze (1989/1990) wurden recht schnell die Sperranlagen des Eisernen Vorhangs abgebaut, was in der Deutschen Wiedervereinigung (3. Oktober 1990) gipfelte. Tag der ersten Grenzöffnung am alten Sägewerk war der 28. Dezember 1989. Zur Erinnerung an die ehemalige Grenze wurde ein Abschnitt des ehemaligen Zauns aus Streckmetall stehen gelassen.
Noch 1989 entstanden die ersten Ideen für das später verwirklichte Naturschutzprojekt Grünes Band Deutschland (siehe hierzu bezüglich der Gobert im Abschnitt Flora und Fauna).

## Flora und Fauna

### Allgemein

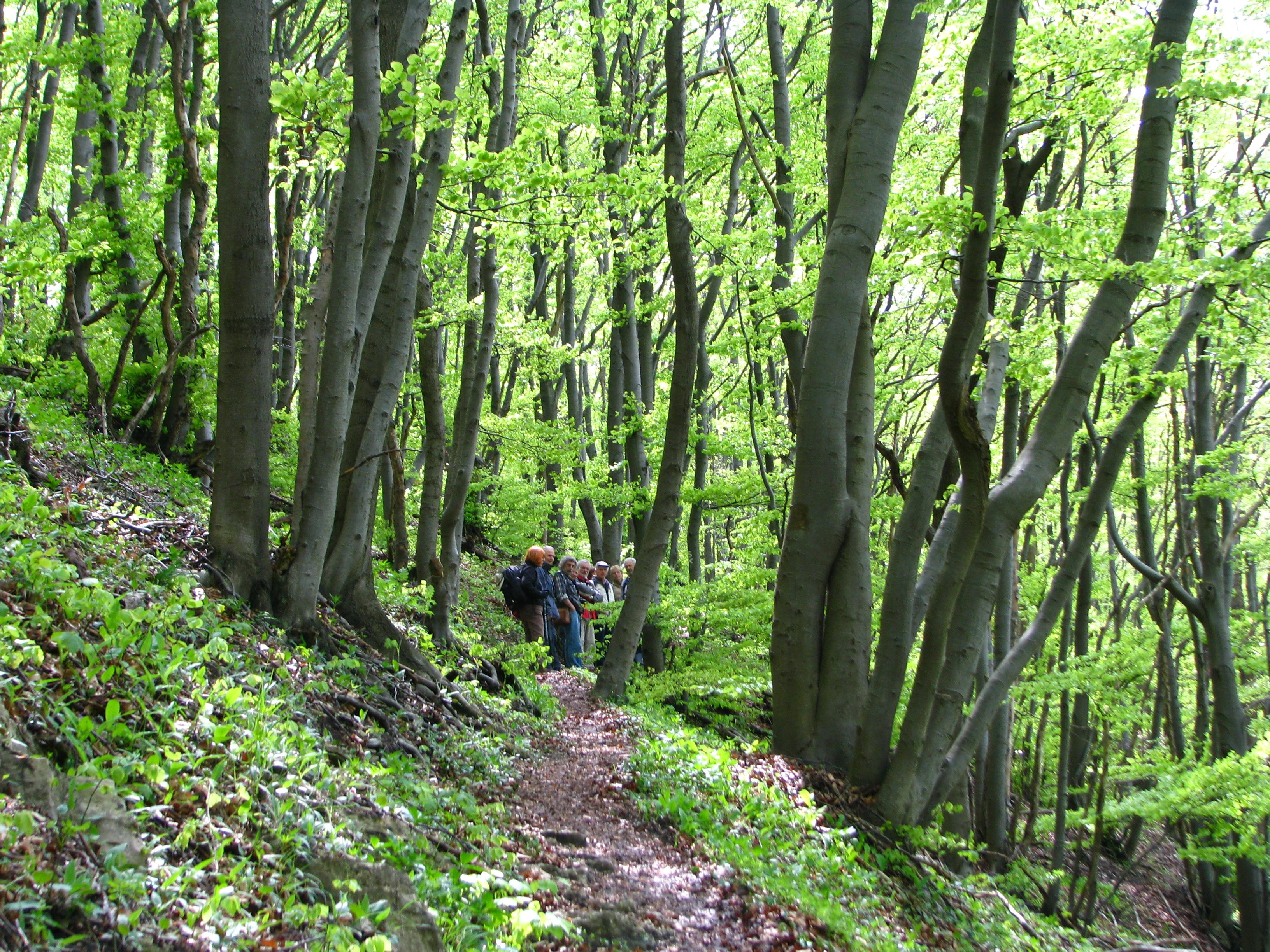
Kalkbuchenwald am Hohestein

In der Mittelgebirgslandschaft von Gobert und „Hessischer Schweiz“ haben die durch die einstige Innerdeutsche Grenze bedingte Abgeschiedenheit, karge Böden, Naturschutz und das weitgehende Nichteingreifen des Menschen – abgesehen von Rodungen für den einstigen Grenzstreifen – in zunehmendem Maß zur Erhaltung und Neuansiedelung von reichhaltiger Flora und Fauna geführt.
Die Hanglagen des Hohestein werden geprägt von Kalkbuchenwäldern, die mit abnehmender Mächtigkeit der Böden zu den Hangkanten hin in Buchen-Trockenwälder, meist Seggen-Buchenwälder übergehen. Die Rotbuche erreicht dort nur geringe Wuchshöhen und bildet krüppelige Kronen aus. An den mit Muschelkalkschutt überlagerten Hängen dominiert im Unterwuchs das Wald-Bingelkraut (Mercurialis perennis). Berg-Segge (Carex montana) und Maiglöckchen (Convallaria majalis) sind in den Buchen-Trockenwäldern verbreitet. Im Unterwuchs dieser lichten Wälder finden sich auch Kräuter und Gräser trocken-warmer Saumstandorte wie beispielsweise die Straußblütige Wucherblume (Tanacetum corymbosum) und das Breitblättrige Laserkraut (Laserpitium latifolium). Stellenweise sind den Buchen in den Trockenwäldern auch Mehlbeere (Sorbus aria) und alte Eiben (Taxus baccata) beigesellt. Eine floristische Besonderheit in den Säumen ist die Alpen-Distel (Carduus defloratus). Die Felsstandorte sind nahezu gehölzfrei. Sie werden von meist lückigen Rasen des Blaugrases (Sesleria varia) eingenommen, das dort als Schuttstauer auftritt. In weniger stark geneigten Plateaulagen sind auf humusreicheren Böden kleinflächig auch Bärlauch-Buchenwälder entwickelt. Auf Felsschutt gehen die Buchenwälder in Ahorn-Eschen-Schutt- und Schatthangwälder über. Den Edellaubhölzern sind auch Bergulme und Sommerlinde beigesellt, die an den feinerde- und damit nährstoffreichen Schuttstandorten gegenüber der Buche durchsetzungsfähiger sind. Die Goburg wurde mit Nadelhölzern aufgeforstet, die dort nicht der potentiellen natürlichen Vegetation entsprechen.
Wanderfalken, die nach dem Verbot des Insektizids DDT in Deutschland ausgewildert wurden, nisten in steilen Felswänden und ziehen majestätisch ihre Kreise über den Abgründen. Aufgrund langjährig angelegter Studien konnten Forscher bis zu 5.000 Tierarten nachweisen.

### Grünes Band Deutschland
Das verwirklichte Naturschutzprojekt Grünes Band Deutschland, das den einstigen innerdeutschen Grenzstreifen entlang des Kolonnenwegs (Lochplattenweg) als teilweise unter Naturschutz stehenden „Grüngürtel“ schützt, verläuft durch den Bereich der Gobert als von Schafen offen gehaltene Waldschneise.
Während vor der Wende eine gerodete, durch Stahlgitterzaun und Landminen gesicherte und von Herbiziden offengehaltene Schneise für freies Schussfeld durch die Gobert verlief, entwickelt sich seit der Wiedervereinigung in diesem windgeschützten Bereich in zunehmendem Maß eine reichhaltige Flora und Fauna. Mit seinem Magerrasen ist die Schneise ein Paradies für Schmetterlinge. Es gedeihen Dost, Fransenenzian und Johanniskraut. Verschiedenartige Sträucher wachsen an den vielerorts aus Fichten bestehenden Waldrändern.

## Bergwelt, Aussichtspunkte

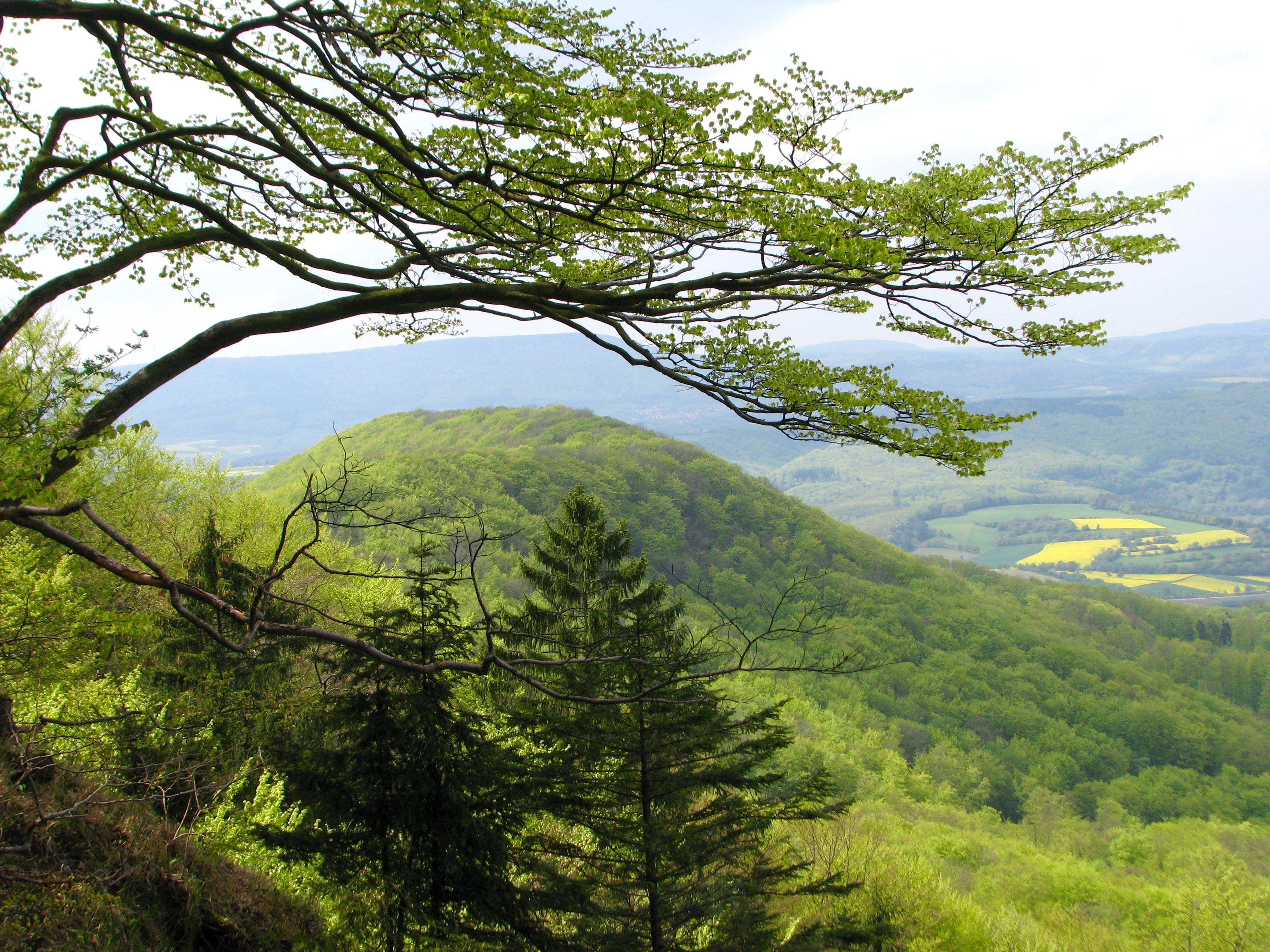
Blick von der Schönen Aussicht über den Hörnegrat ins Werratal

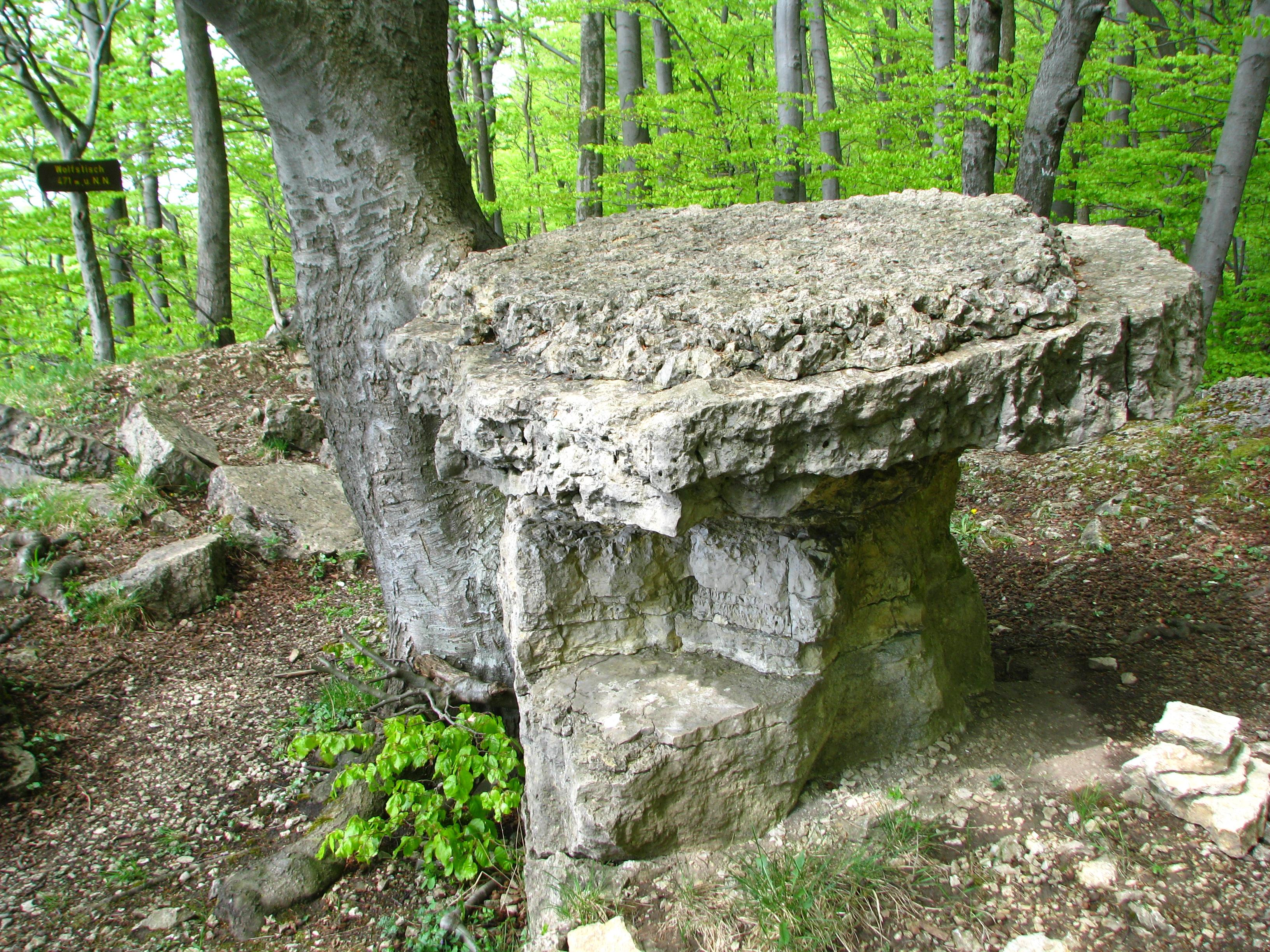
Der Wolfstisch, ein tischförmiger Felsen im Südwesten der Gobert und als Kultur- und Naturdenkmal ausgewiesen.

Zu den Bergen, Erhebungen und Aussichtspunkten von Gobert bzw. „Hessischer Schweiz“ sowie ihren Ausläufern, deren Bergwelt vielerorts steile Felsklippen haben, gehören – mit Höhe in Meter (m) über Normalhöhennull (NHN):
Der Hohestein (569 m), der sich in Hessen nordwestlich von Hitzelrode befindet, ist der höchste Berg der Gobert; in der Nähe seines bewaldeten Gipfels liegt eine recht große rechteckige Lichtung.
In Richtung Westen ist der Hohestein über einen Grat mit Pfad – die Hörnelücke passierend – mit ihrem hessischen Ausläufer Hörne (522,7 m) verbunden. Vom westlichen Ende des auch Hörnespitze genannten Bergsporn mit Schutzhütte kann die beeindruckende Aussicht auf das Werratal mit Kleinvach (Stadtteil von Bad Sooden-Allendorf), in Richtung Bad Sooden Allendorf und jenseits des Flusstals bzw. westlich davon zum Kaufunger Wald (max. 643 m) und Hohen Meißner (753,6 m) genossen werden.
Südlich des Hohesteins befindet sich ein Felsplateau an dessen Südende der ebenfalls hessische Bergsporn „Hohe Bahn“ (509,6 m) liegt, von dem der Blick über das ostsüdöstlich gelegene Hitzelrode bzw. über das südliche befindliche Motzenrode zu genießen ist.
In Richtung Nordosten führt vom Hohestein ein weiterer Grat mit Pfad zur noch in Hessen nahe der thüringischen Grenze gelegenen „Schönen Aussicht“ (520 m), an dem ebenfalls eine Schutzhütte steht. Von deren Felskante kann die Aussicht über das bewaldete Tal des Hainbachs mit der Wüstung Emmicherode zum Schloss Rothestein und auf das dahinter liegende Werratal mit Bad Sooden-Allendorf genossen werden.
Etwa 500 m nördlich der „Schönen Aussicht“ befindet sich der bewaldete Bergsporn Uhlenkopf (ca. 520 m), der an der hessisch-thüringischen Grenze liegt und auch als Aussichtspunkt am Tal der Wüstung Emmicherode dient. Von dort fällt der Blick vorbei am Schloss Rothestein auf das Werratal mit Bad Sooden-Allendorf, dahinter sind Hoher Meißner und Kaufunger Wald zu sehen.
Ungefähr 500 m nördlich des „Uhlenkopfs“ erhebt sich der bewaldete Berg Goburg (543,4 m), der als höchste Erhebung des Eichsfelds westnordwestlich von Volkerode in Thüringen liegt. An seiner höchsten Stelle existiert eine Bronzetafel. Rund 110 m nordwestlich seiner Kuppe gibt es einen trigonometrischen Punkt (541,5 m). An seinem Osthang stand einst der Gutshof „Goburg“ (siehe Abschnitt Geschichte).
Zirka 1 bis 2 km südöstlich der „Schönen Aussicht“ liegen die Aussichtspunkte „Pferdeloch“, „Salzfrau“ (471 m) und „Wolfstisch“ (471 m), von denen sich Ausblicke auf Hitzelrode und seine Randberge bieten, die als „Hessische Schweiz“ bezeichnet werden. Das Pferdeloch ist eine Felsklamm mit Felskaminen, -rippen, -türmen und -wänden, in der die Menschen im Dreißigjährigen Krieg (1618 bis 1648) möglicherweise ihr Vieh versteckten. Die „Salzfrau“ war vermutlich eine Ruhestätte, an der früher Salzträgerinnen gerastet haben könnten. Der Wolfstisch ist eine von der Natur geschaffene, tischförmige Muschelkalkplatte, die wenige Meter vor senkrechtem Abbruch an einem Baum lehnt und als alte Gerichts- und Opferstätte angesehen wird.
Etwas weiter südlich befindet sich auf der hessisch-thüringischen Grenze südwestlich der Gemeinde Kella auf dem südlichsten Ausläufer der Gobert, dem Bergsporn Meinhard (491,3 m) die „Silberklippe“, von der Ausblicke über Teile des Naturpark Eichsfeld-Hainich-Werratal unter anderem mit der Burg Greifenstein auf dem Schlossberg (442,5 m) und dem Hülfensberg (448,2 m) und zum östlich von Wanfried gelegenen Wanfrieder Werrahöhen zu genießen ist.
Bergliste:
- Hohestein (569,0 m) – höchster Berg der Gobert, nordwestlich von Hitzelrode, Hessen
- Goburg (543,4 m) – höchster Berg des Eichsfelds, westnordwestlich von Volkerode, nahe der Grenze Hessen/Thüringen
- namenloser Berg (533,3 m) – östlich von Hitzelrode, Grenze Hessen/Thüringen
- Rachelsberg (523,4 m) – nordwestlich von Wiesenfeld, Thüringen
- Hörnespitze (an der Hörne; 522,7 m[11]) – Randkuppe / Aussichtspunkt, nordnordwestlich von Motzenrode, östlich von Kleinvach, Hessen
- Uhlenkopf (ca. 520 m) – Bergsporn nördlich von Hitzelrode bzw. westlich von Volkerode, Hessen/Thüringen
- Schwengelberg (512,6 m) – ostsüdöstlich von Bad Sooden-Allendorf, Hessen
- Hesselkopf (506,0 m) – westnordwestlich von Wiesenfeld, Thüringen
- Dietzenröder Stein (496,1 m) – südöstlich von Dietzenrode, Thüringen
- Pfaffschwender Kuppe (493,6 m) – südwestlich von Pfaffschwende, Thüringen
- Meinhard (491,3 m) – Bergsporn mit Aussichtspunkt Silberklippe, zwischen Neuerode und Kella, Grenze Hessen/Thüringen
- Kahlenberg (460,8 m) – nordöstlich von Asbach, Thüringen
- Schloßberg (Ruine Greifenstein; 442,5 m, Rosoppe-Frieda-Hügelland) – östlich Kellas, Thüringen
- Heiligenberg (430,9 m) – östlich von Bad Sooden Allendorf, Hessen
- Iberg (426,1 m) – östlich von Asbach, Thüringen
- Frauenberg (411 m, Weidenbach-Mackenröder Senke) – östlich Weidenbachs, Thüringen
- Ferneberg (403,4 m, Südliches Gobertvorland) – ostsüdöstlich von Motzenrode, Hessen
- Brandberg (395 m, Weidenbach-Mackenröder Senke) – nordwestlich Weidenbachs, Thüringen
- Hasselkuppe (380 m, Rosoppe-Frieda-Hügelland) – nördlich Grebendorfs, Hessen
- Diedscher Kopf (337 m, Südliches Gobertvorland) – westlich Neuerodes, Hessen
- Schlossberg (308 m, Südliches Gobertvorland; mit Schloss Rothestein) – südöstlich (Bad Sooden-)Allendorfs, Hessen
- Kahlenberg (274 m, Rosoppe-Frieda-Hügelland) – unmittelbar an der Frieda-Mündung bei Frieda im Südosten, Hessen

## Sehenswertes

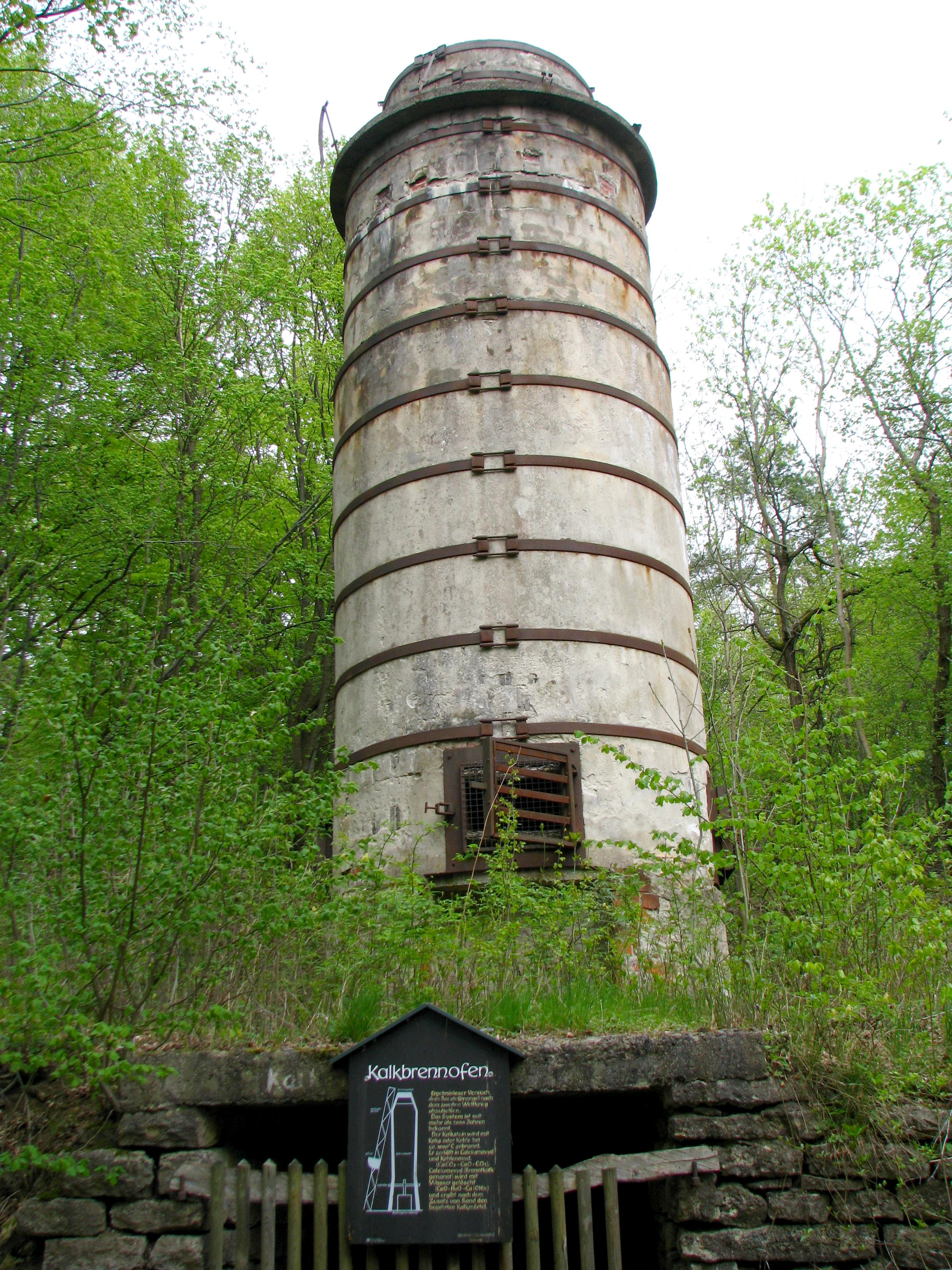
Industriedenkmal auf der Gobert: Kalkbrennofen aus dem Zweiten Weltkrieg

Zu den Sehenswürdigkeiten im Bereich von Gobert und „Hessischer Schweiz“ gehören neben ihrer eindrucksvollen Felslandschaft mit vielen Aussichtspunkten sowie ihrer Flora und Fauna unter anderem diese Relikte aus DDR-Zeiten:
Der Kalkbrennofen ist im Südwesten der Gobert als Industriedenkmal stehen geblieben. Er wurde in der Zeit des Zweiten Weltkrieges betrieben und erzeugte Branntkalk für die Mörtelproduktion.
Nördlich davon, an der „Erinnerungseiche zur Grenzöffnung“ (490 m) sind an der ehemaligen Innerdeutschen Grenze im Rahmen eines mit Bänken und Tischen ausgestatteten Picknickplatzes denkmalgeschützte Reste des Grenzzauns vorhanden, der hiesig rund 3 m hoch war.
Nahe dem nördlich von Hitzelrode bzw. westlich von Volkerode gelegenen Uhlenkopf befindet sich die sogenannte „Stasiröhre“, eine etwa 38 m lange Betonröhre mit rund 1 m Durchmesser, die nach der Grenzöffnung im Januar 1990 von Einwohnern aus Volkerode entdeckt wurde und im Kalten Krieg (vermutlich) als Agentenschleuse unter dem Grenzstreifen diente. Unweit östlich des Uhlenkopfs steht eine ehemalige Funkstation der Grenztruppen, die heutzutage von Funkamateuren betrieben wird.

## Wandern
Gobert und „Hessische Schweiz“ zählen mit eindrucksvoller Felslandschaft, artenreicher Flora und gut ausgeschilderten Wanderwegen zu den schönsten Wandergebieten im hessisch-thüringischen Grenzbereich. Schöne Fernblicke von den Steilhängen und in das Werratal und Eichsfeld lohnen den Aufstieg auf die plateauartige Hochfläche.
Durch die Mittelgebirgslandschaft führen Abschnitte des Europäischen Fernwanderwegs E6 und des Werra-Burgen-Steigs und zudem der 15,5 km lange Rundwanderweg „P4“ Hessische Schweiz, der vom „Deutschen Wanderinstitut“ mit dem Wandersiegel „Premiumweg“ (Gütezeichen für erstklassige, naturnahe Wanderwege) versehen wurde.
Die meist als Pfad angelegten Wege führen teils mit Abstechern vielerorts an steile Felskanten, zu allen wichtigen Aussichtspunkten (Hörnespitze, Hohe Bahn, Pferdeloch, Salzfrau, Schöne Aussicht, Silberklippe, Uhlenkopf und Wolfstisch), zum Beispiel zu den höchsten Bergen (Hohestein und Goburg) und auch zum Grünen Band Deutschland an der ehemaligen Innerdeutschen Grenze. Insbesondere ein Teilstück zwischen Hörnelücke und Hohestein erfordert Trittsicherheit und festes Schuhwerk.

## Verkehrsanbindung
Westlich der Gobert verläuft im Werratal in Nord-Süd-Richtung die Bundesstraße 27, von der bei Eschwege-Niederhone die Bundesstraße 249 in Richtung Osten abzweigt. Von Letzterer führen die Landesstraße 3403 von Niederhone über Jestädt und Motzenrode nach Hitzelrode und dorthin verläuft zudem die Landesstraße 3424 von Eschwege über Grebendorf und Neuerode. Beide Landesstraßen treffen in Hitzelrode aufeinander, das im Bereich von Gobert und „Hessischer Schweiz“ liegt. Zudem kann man auch von den Straßen, die durch die Ortschaften der Gobert führen in die Landschaft gelangen.